# رایس‌گام
برایان کوانگ لو (به انگلیسی: Bryan Quang Le) (متولد ۱۹ نوامبر ۱۹۹۶) با نام مستعار RiceGum، یوتیوبر و رپر آمریکایی است. او بخاطر ساخت دیس ترک علیه ستارگان اینترنتی و پخش آنلاین آن شناخته شده‌است.
در نوامبر ۲۰۱۷، لو در جدول ۲۵ در مجله بیلبورد در قسمت هنرمندان نوظهور قرار گرفت. ترانه او با نام «کار هر شب ما» «It's Every Night Sis» باعث دریافت گواهی‌نامه انجمن صنعت ضبط آمریکا از انجمن صنعت ضبط موسیقی ایالات متحده آمریکا (RIAA) در ماه مارس سال ۲۰۱۸ شد.

## اوایل زندگی
لو در نوزدهم نوامبر ۱۹۹۶ در لاس وگاس نوادا از یک پدر اهل ویتنام و یک مادر چینی به دنیا آمد که هر دو مهاجر هستند. او در دبیرستان سیرا ویستا، جایی که در تیم بسکتبال بود، شرکت کرد. لو قبل از ترک تحصیل در سال اول خود در دانشگاه نوادا در لاس وگاس (UNLV) حضور یافت تا تمام وقت حرفه ای خود را دنبال کند.

## حرفه

### حرفه موسیقی
در سال ۲۰۱۷، لو ترانه‌ای با عنوان «It's Every Night Sis» «کار هر شب ما» با همکاری آلیسا ویولت منتشر کرد که این آهنگ پاسخی به آهنگ جیک پاول به اسم " It's Everyday Bro " بود. این ترانه باعث دریافت گواهی‌نامه انجمن صنعت ضبط آمریکا شد و به اولین تک آهنگ پرفروش لو تبدیل شد، که در شماره ۸۰ در ۱۰۰ آهنگ داغ بیلبورد رسید.
در ادامه ترانه دیگری به اسم "کلیسای خداً در ژوئیه سال ۲۰۱۷ منتشر شد که بار دیگر به آهنگ "It's Everyday Bro" جیک پاول اشاره می‌کرد این ترانه در نمودار فروش آهنگ دنباله دیجیتال کمدی به شماره یک رسید.
او در فیلم «زمین لرزه» با کی‌اس‌آی بازی کرده‌است، که در ۱۲ اوت ۲۰۱۷ منتشر شد. این ویدئو از زمان انتشار تاکنون بیش از ۴۶ میلیون بار مشاهده شده‌است.

### دیگر کارها
رایس گام در تبلیغات Super Bowl LII برای هدفون Monster حضور داشته.
در ماه مه ۲۰۲۰ چنل اصلی او رتبه پانصد و پنجاه هشت در بیشترین کانال‌های دنبال در یوتیوب بود. او در لوس آنجلس زندگی می‌کند و او این شهر با یک شهر لاکچری صاف توصیف می‌کند.

## حواشی

### مشاجره با یوتیوبرها
ایان کارتر، یوتیوبر با نام کانال iDubbbzTV، قسمتی از سری محبوب خود "Content Cop" علیه RiceGum ساخت (سریالی که او محتوای یوتیوبرها را نقد می‌کند)، که بیش از ۴۷ میلیون بازدید و بیش از ۲ میلیون لایک دریافت کرد. در پایان این ویدئو، آهنگ «Asian Jake Paul» نمایش داده شد. رایس گام در پاسخ به این ویدئو قطعه "Frick da Police" را ساخت. این آهنگ با استقبال منفی روبرو شد، در حال حاضر از ژانویه سال ۲۰۲۰، ۱٫۳ میلیون نفر آن را دیس لایک کردند و به عنوان چهلمین ویدئو با بیشترین دیس لایک بر روی یوتیوب تبدیل کردند. رایس گام همچنین با سایر یوتیوبرها و موسیقیدانان محبوب مانند جیمز رالیسون، گابی هانا، و دنیل برگولی جروبحث کرده‌است. از ماه مه ۲۰۲۰، رایس گام در حال ایجاد حواشی و بحث با کی‌اس‌آی است.

### حواشی ولاگهنگ کنگ
در تاریخ ۱۲ ژوئن ۲۰۱۸، رایس گام ویدئویی از خودش در هنگ کنگ را در کانال اصلی خود در یوتیوب بارگذاری کرد. در این ویدئو، وی از غریبه‌ها و یک کارمند در محلی در مک دونالد سؤال می‌کند که آیا آنها سگ را در منو دارند و در ادامه او می‌گوید «آسیایی‌ها در چین گربه و سگ می‌خورند.»
او دربارهٔ داشتن «گوشت سگ و گربه برای خوردن» شوخی می‌کند زیرا او می‌گوید «همیشه برای امتحان کردن چیزهای جدید آماده است». وی دربارهٔ ورود به گوشت گاو در خیابان‌های هنگ کنگ اظهار نظر می‌کند که این گوشت سگ است و می‌گوید «گه منزجر کننده به نظر می‌رسد». او به یک مرد در فرودگاه بین‌المللی هنگ کنگ، فریاد می‌زند "آیا تو کلماتی که از دهنم در میاد رو می‌فهمی؟" او همچنین یک مانتو در پنجره یک فروشگاه را به حالت مثبت جنسی فیلمبرداری کرد. این فیلم شامل صحنه ای بود که آنها یک بستنی نیمه خوراکی (که خوراکی نبود) را به یک مرد محلی در هنگ کنگ دادند.
بیشتر مردم در اینترنت این ولاگ را با جنجال خودکشی جنگل لوگان پاول مقایسه کردند، آنها می‌گویند این حرکات در یک کشور بی‌احترامی و از لحاظ فرهنگی بی حرمتی به آن کشور است. جیمی وانگ در توییتی گفت که وی ناامید شده زیرا محتوای فیلم‌های رایس گام اکنون «بی‌احترامی، نادان آمیز، نژادپرستانه در حد مرزی و شرم آور برای همه محتواسازان، به ویژه آسیایی‌ها» است و از او خواستند «لطفاً بزرگ شود و متوقف شود».
دو هفته بعد، در تاریخ ۲۶ ژوئن، هنگامی که به این ولاگ در چین و دیگر کشورهای آسیا انتقادات مختلفی وارد شد، رایس گام ویدئویی را منتشر کرد و گفت که او فقط «در اطراف شوخی می‌کرده‌است». وی از خود دفاع کرد و گفت که فقط سعی در استفاده از کلیشه‌های آسیایی برای اشاره به فرهنگ کمدی آمریکایی دارد و مردم بیش از حد حساس هستند. وی در ادامه توضیح داد که چون او آسیایی است این حرکات برای او مشکلی ندارد. او همچنین گفت که می‌خواهد به هنگ کنگ برگردد، اما او گفت اکنون «او به نوعی ترسیده‌است زیرا ممکن است مردم به من ضربه بزنند و مرا کتک بزنند». با این حال، به این ویدئو نیز انتقادات وارد شد. وبسایت رسانه ای پولیگان توضیح داد که عذرخواهی وی «به شکلی کاملاً خشن» انجام شده‌است و وبسایت Trending گفت «عذرخواهی» او به نظر می‌رسد «به طرز باورنکردنی اجباری» است. ولاگ او در هنگ کنگ به دلیل نقض شرایط خدمات یوتیوب در حال حاضر از این سایت حذف شده‌است.

### حواشی وبسایت جعبه شانسی
در ژانویه سال ۲۰۱۹، رایس گام به همراه جیک پاول برای تبلیغ وبسایت MysteryBrand، (وب سایتی جعبه‌های مختلفی را به ازای پول به‌طور شانسی برای کاربران باز می‌کند و هدیه‌های دیجیتالی می‌دهد) به زیر انتقادات شدید رفتند. بسیاری از کاربران گفته‌اند که جوایزی را که از طریق سایت کسب کرده‌اند دریافت نکرده‌اند و این سایت کلاهبرداری است. در پاسخ، رایس گام ویدئویی ساخت که در آن اشاره کرد دیگر یوتیوبرها ماه‌های قبل تر این وبسایت را تبلیغ کرده‌اند و گفت: "هیچ کس چیزی نگفت، در آن زمان مشکلی نبود. چرا هیچ کس این موضوع را مطرح نکرده یا حتی در مورد این بچه‌ها صحبت نکرده‌است؟ این مورد جعبه شانسی ۳ یا ۴ ماه است که از دیگر محتواسازان بر روی اینترنت بوده‌است، اما به محض اینکه این کار را انجام دهم، مشکلی است؟ ". در پایان این ویدئو، وی تصمیم گرفت که کدهای کارت هدیه آمازون را به کاربران هدیه دهد و گفت «هیچ کاری که واقعاً بتوانم انجام دهم وجود ندارد اما ببخشید و این کارتهای هدیه آمازون را به شما هدیه می‌دهم». با این حال، بسیاری از کاربران خاطرنشان کردند که کدهای آمازون استفاده شده و انقضا یافته بود.

## دیسکوگرافی

### تک آهنگ‌ها
| نام                                              | سال  | موقعیت در جدول‌های متخلف | موقعیت در جدول‌های متخلف     | موقعیت در جدول‌های متخلف | گواهینامه        |
| نام                                              | سال  | ۱۰۰ آهنگ داغ بیلبورد    | آهنگ‌های داغ آراندبی/هیپ-هاپ | ۱۰۰ آهنگ داغ کانادا     | گواهینامه        |
| ------------------------------------------------ | ---- | ----------------------- | --------------------------- | ----------------------- | ---------------- |
| "It's Every Night Sis" (featuring Alissa Violet) | ۲۰۱۷ | ۸۰                      | ۳۴                          | ۵۵                      | - RIAA: Platinum |
| "God Church"                                     | ۲۰۱۷ | —                       | —                           | —                       |                  |
| "Frick da Police"                                | ۲۰۱۷ | —                       | ۴۵                          | ۶۷                      |                  |
| "Naughty or Nice"                                | ۲۰۱۷ | —                       | —                           | —                       |                  |
| "Bitcoin"                                        | ۲۰۱۸ | —                       | —                           | —                       |                  |
| "Fortnite n Chill"                               | ۲۰۱۸ | —                       | —                           | —                       |                  |
| "DaAdult"                                        | ۲۰۲۰ | —                       | —                           | —                       |                  |
| "My Ex"                                          | ۲۰۲۰ | —                       | —                           | —                       |                  |
| "Contract Money Freestyle"                       | ۲۰۲۰ | —                       | —                           | —                       |                  |

یادداشت
1. ↑  "Frick da Police" did not enter the Billboard Hot 100, but peaked at number five on the Bubbling Under Hot 100 Singles chart.[۴۸]